# 해미시 링클레이터
해미시 링클레이터(Hamish Linklater, 1976년 7월 7일)는 미국의 배우이다.

## 출연 작품
- 매직 인 더 문라이트 - 브라이스 역
- 헤어지기 전 우리가 해야 할 10가지 - 벤 역
- 데드 포 어 달러 - 마틴 키드 역